# Roinihawa
Roinihawa – gaun wikas samiti w zachodniej części Nepalu w strefie Lumbini w dystrykcie Rupandehi. Według nepalskiego spisu powszechnego z 2001 roku liczył on 567 gospodarstw domowych i 4481 mieszkańców (2145 kobiet i 2336 mężczyzn).